# Eleições legislativas de 2009 em Vila Nova de Gaia

## Resultados Oficiais
| Partido                 | Partido                        | Votos   | %               | +/-   |
| ----------------------- | ------------------------------ | ------- | --------------- | ----- |
|                         | Partido Socialista             | 67 214  | 41,26 / 100,00  | 8,67  |
|                         | Partido Social Democrata       | 44 474  | 27,30 / 100,00  | 2,36  |
|                         | Bloco de Esquerda              | 17 234  | 10,58 / 100,00  | 2,57  |
|                         | CDS – Partido Popular          | 14 772  | 9,07 / 100,00   | 3,14  |
|                         | Coligação Democrática Unitária | 10 692  | 6,56 / 100,00   | 0,31  |
|                         | Outros                         | 4 068   | 2,50 / 100,00   |       |
| Votos Inválidos         | Votos Inválidos                | 4 454   | 2,73 / 100,00   | 0,26  |
| Total                   | Total                          | 162 908 | 100,00 / 100,00 |       |
| Eleitorado/Participação | Eleitorado/Participação        | 249 546 | 65,28 / 100,00  | 4,88  |
| Fonte                   | Fonte                          | [ 1 ]   | [ 1 ]           | [ 1 ] |

## Resultados por Freguesia
Os resultados seguintes referem-se aos partidos que obtiveram mais de 1,00% dos votos:
| Freguesia                         | %     | %     | %     | %     | %     | Votantes |
| Freguesia                         | PS    | PSD   | BE    | CDS   | CDU   | Votantes |
| --------------------------------- | ----- | ----- | ----- | ----- | ----- | -------- |
| Arcozelo                          | 35,38 | 33,74 | 9,18  | 11,91 | 4,76  | 7 778    |
| Avintes                           | 46,63 | 20,59 | 9,56  | 7,87  | 10,18 | 6 402    |
| Canelas                           | 43,76 | 25,03 | 10,98 | 9,07  | 5,56  | 6 815    |
| Canidelo                          | 46,43 | 20,63 | 12,23 | 8,22  | 7,06  | 13 813   |
| Crestuma                          | 41,31 | 32,37 | 7,03  | 8,22  | 5,89  | 1 934    |
| Grijó                             | 40,09 | 32,32 | 8,96  | 9,11  | 4,74  | 5 974    |
| Gulpilhares                       | 37,17 | 29,00 | 10,70 | 12,11 | 5,39  | 5 400    |
| Lever                             | 34,33 | 38,79 | 7,29  | 9,29  | 4,72  | 1 949    |
| Madalena                          | 44,41 | 25,58 | 9,67  | 8,35  | 6,63  | 5 398    |
| Mafamude                          | 35,53 | 31,93 | 12,35 | 9,60  | 6,28  | 21 703   |
| Olival                            | 43,67 | 26,60 | 8,03  | 12,50 | 4,26  | 3 760    |
| Oliveira do Douro                 | 43,87 | 22,83 | 11,12 | 8,42  | 8,68  | 13 047   |
| Pedroso                           | 44,40 | 26,76 | 9,44  | 8,55  | 5,03  | 10 155   |
| Perosinho                         | 39,95 | 32,48 | 7,98  | 9,88  | 4,49  | 3 319    |
| Sandim                            | 37,35 | 36,74 | 6,14  | 11,42 | 3,04  | 3 748    |
| São Félix da Marinha              | 40,35 | 32,08 | 7,73  | 8,81  | 5,30  | 6 572    |
| São Pedro da Afurada              | 53,63 | 22,43 | 8,19  | 6,34  | 4,56  | 1 734    |
| Seixezelo                         | 39,76 | 35,39 | 9,17  | 7,54  | 4,46  | 1 167    |
| Sermonde                          | 39,57 | 35,78 | 7,71  | 7,84  | 3,92  | 791      |
| Serzedo                           | 41,51 | 31,27 | 7,50  | 8,16  | 6,31  | 4 042    |
| Valadares                         | 42,81 | 24,09 | 10,49 | 8,45  | 8,60  | 5 928    |
| Vila Nova de Gaia - Santa Marinha | 40,39 | 25,52 | 12,03 | 8,49  | 8,15  | 15 786   |
| Vilar de Andorinho                | 42,96 | 21,40 | 13,61 | 7,90  | 8,23  | 8 447    |
| Vilar do Paraíso                  | 40,35 | 26,41 | 12,12 | 8,92  | 6,82  | 7 246    |
| Vila Nova de Gaia                 | 41,26 | 27,30 | 10,58 | 9,07  | 6,56  | 162 908  |

#### Arcozelo
| Partido                 | Partido                        | Votos  | %               | +/-  |
| ----------------------- | ------------------------------ | ------ | --------------- | ---- |
|                         | Partido Socialista             | 2 752  | 35,38 / 100,00  | 7,09 |
|                         | Partido Social Democrata       | 2 624  | 33,74 / 100,00  | 2,57 |
|                         | CDS – Partido Popular          | 926    | 11,91 / 100,00  | 2,92 |
|                         | Bloco de Esquerda              | 714    | 9,18 / 100,00   | 1,59 |
|                         | Coligação Democrática Unitária | 370    | 4,76 / 100,00   | 0,30 |
|                         | Outros                         | 176    | 2,32 / 100,00   |      |
| Votos Inválidos         | Votos Inválidos                | 212    | 2,73 / 100,00   | 0,39 |
| Total                   | Total                          | 7 778  | 100,00 / 100,00 |      |
| Eleitorado/Participação | Eleitorado/Participação        | 11 620 | 66,94 / 100,00  | 3,70 |

#### Avintes
| Partido                 | Partido                        | Votos  | %               | +/-     |
| ----------------------- | ------------------------------ | ------ | --------------- | ------- |
|                         | Partido Socialista             | 2 985  | 46,63 / 100,00  | 9,05    |
|                         | Partido Social Democrata       | 1 318  | 20,59 / 100,00  | 3,26    |
|                         | Coligação Democrática Unitária | 652    | 10,18 / 100,00  | 0,51    |
|                         | Bloco de Esquerda              | 612    | 9,56 / 100,00   | 2,58    |
|                         | CDS – Partido Popular          | 504    | 7,87 / 100,00   | 2,79    |
|                         | Outros                         | 156    | 2,44 / 100,00   |         |
| Votos Inválidos         | Votos Inválidos                | 175    | 2,74 / 100,00   | Estável |
| Total                   | Total                          | 6 402  | 100,00 / 100,00 |         |
| Eleitorado/Participação | Eleitorado/Participação        | 10 000 | 64,02 / 100,00  | 3,96    |

#### Canelas
| Partido                 | Partido                        | Votos  | %               | +/-  |
| ----------------------- | ------------------------------ | ------ | --------------- | ---- |
|                         | Partido Socialista             | 2 982  | 43,76 / 100,00  | 9,39 |
|                         | Partido Social Democrata       | 1 706  | 25,03 / 100,00  | 1,08 |
|                         | Bloco de Esquerda              | 748    | 10,98 / 100,00  | 2,76 |
|                         | CDS – Partido Popular          | 618    | 9,07 / 100,00   | 4,17 |
|                         | Coligação Democrática Unitária | 379    | 5,56 / 100,00   | 1,00 |
|                         | Outros                         | 186    | 2,74 / 100,00   |      |
| Votos Inválidos         | Votos Inválidos                | 196    | 2,88 / 100,00   | 0,42 |
| Total                   | Total                          | 6 815  | 100,00 / 100,00 |      |
| Eleitorado/Participação | Eleitorado/Participação        | 10 390 | 65,59 / 100,00  | 5,52 |

#### Canidelo
| Partido                 | Partido                        | Votos  | %               | +/-  |
| ----------------------- | ------------------------------ | ------ | --------------- | ---- |
|                         | Partido Socialista             | 6 413  | 46,43 / 100,00  | 8,52 |
|                         | Partido Social Democrata       | 2 849  | 20,63 / 100,00  | 2,02 |
|                         | Bloco de Esquerda              | 1 690  | 12,23 / 100,00  | 2,39 |
|                         | CDS – Partido Popular          | 1 135  | 8,22 / 100,00   | 3,92 |
|                         | Coligação Democrática Unitária | 975    | 7,06 / 100,00   | 0,16 |
|                         | Outros                         | 357    | 2,59 / 100,00   |      |
| Votos Inválidos         | Votos Inválidos                | 394    | 2,85 / 100,00   | 0,07 |
| Total                   | Total                          | 13 813 | 100,00 / 100,00 |      |
| Eleitorado/Participação | Eleitorado/Participação        | 21 298 | 64,86 / 100,00  | 4,45 |

#### Crestuma
| Partido                 | Partido                        | Votos | %               | +/-  |
| ----------------------- | ------------------------------ | ----- | --------------- | ---- |
|                         | Partido Socialista             | 799   | 41,31 / 100,00  | 6,04 |
|                         | Partido Social Democrata       | 626   | 32,37 / 100,00  | 3,03 |
|                         | CDS – Partido Popular          | 159   | 8,22 / 100,00   | 0,47 |
|                         | Bloco de Esquerda              | 136   | 7,03 / 100,00   | 2,45 |
|                         | Coligação Democrática Unitária | 114   | 5,89 / 100,00   | 0,48 |
|                         | Outros                         | 52    | 2,68 / 100,00   |      |
| Votos Inválidos         | Votos Inválidos                | 48    | 2,49 / 100,00   | 0,74 |
| Total                   | Total                          | 1 934 | 100,00 / 100,00 |      |
| Eleitorado/Participação | Eleitorado/Participação        | 2 586 | 74,79 / 100,00  | 1,60 |

#### Grijó
| Partido                 | Partido                        | Votos | %               | +/-  |
| ----------------------- | ------------------------------ | ----- | --------------- | ---- |
|                         | Partido Socialista             | 2 395 | 40,09 / 100,00  | 7,63 |
|                         | Partido Social Democrata       | 1 931 | 32,32 / 100,00  | 0,22 |
|                         | CDS – Partido Popular          | 544   | 9,11 / 100,00   | 3,98 |
|                         | Bloco de Esquerda              | 535   | 8,96 / 100,00   | 3,25 |
|                         | Coligação Democrática Unitária | 283   | 4,74 / 100,00   | 0,49 |
|                         | Outros                         | 152   | 2,54 / 100,00   |      |
| Votos Inválidos         | Votos Inválidos                | 134   | 2,24 / 100,00   | 0,42 |
| Total                   | Total                          | 5 974 | 100,00 / 100,00 |      |
| Eleitorado/Participação | Eleitorado/Participação        | 8 848 | 67,52 / 100,00  | 6,21 |

#### Gulpilhares
| Partido                 | Partido                        | Votos | %               | +/-  |
| ----------------------- | ------------------------------ | ----- | --------------- | ---- |
|                         | Partido Socialista             | 2 007 | 37,17 / 100,00  | 9,03 |
|                         | Partido Social Democrata       | 1 566 | 29,00 / 100,00  | 2,39 |
|                         | CDS – Partido Popular          | 654   | 12,11 / 100,00  | 3,84 |
|                         | Bloco de Esquerda              | 578   | 10,70 / 100,00  | 2,24 |
|                         | Coligação Democrática Unitária | 291   | 5,39 / 100,00   | 0,50 |
|                         | Outros                         | 147   | 2,72 / 100,00   |      |
| Votos Inválidos         | Votos Inválidos                | 157   | 2,91 / 100,00   | 0,51 |
| Total                   | Total                          | 5 400 | 100,00 / 100,00 |      |
| Eleitorado/Participação | Eleitorado/Participação        | 8 201 | 65,85 / 100,00  | 4,53 |

#### Lever
| Partido                 | Partido                        | Votos | %               | +/-  |
| ----------------------- | ------------------------------ | ----- | --------------- | ---- |
|                         | Partido Social Democrata       | 756   | 38,79 / 100,00  | 2,15 |
|                         | Partido Socialista             | 669   | 34,33 / 100,00  | 6,56 |
|                         | CDS – Partido Popular          | 181   | 9,29 / 100,00   | 3,89 |
|                         | Bloco de Esquerda              | 142   | 7,29 / 100,00   | 2,61 |
|                         | Coligação Democrática Unitária | 92    | 4,72 / 100,00   | 1,56 |
|                         | Outros                         | 46    | 2,36 / 100,00   |      |
| Votos Inválidos         | Votos Inválidos                | 63    | 3,23 / 100,00   | 0,28 |
| Total                   | Total                          | 1 949 | 100,00 / 100,00 |      |
| Eleitorado/Participação | Eleitorado/Participação        | 2 774 | 70,26 / 100,00  | 1,26 |

#### Madalena
| Partido                 | Partido                        | Votos | %               | +/-   |
| ----------------------- | ------------------------------ | ----- | --------------- | ----- |
|                         | Partido Socialista             | 2 397 | 44,41 / 100,00  | 10,20 |
|                         | Partido Social Democrata       | 1 381 | 25,58 / 100,00  | 4,80  |
|                         | Bloco de Esquerda              | 522   | 9,67 / 100,00   | 1,87  |
|                         | CDS – Partido Popular          | 451   | 8,35 / 100,00   | 3,55  |
|                         | Coligação Democrática Unitária | 358   | 6,63 / 100,00   | 0,29  |
|                         | Outros                         | 133   | 2,45 / 100,00   |       |
| Votos Inválidos         | Votos Inválidos                | 156   | 2,89 / 100,00   | 0,27  |
| Total                   | Total                          | 5 398 | 100,00 / 100,00 |       |
| Eleitorado/Participação | Eleitorado/Participação        | 8 206 | 65,78 / 100,00  | 5,32  |

#### Mafamude
| Partido                 | Partido                        | Votos  | %               | +/-  |
| ----------------------- | ------------------------------ | ------ | --------------- | ---- |
|                         | Partido Socialista             | 7 710  | 35,53 / 100,00  | 8,99 |
|                         | Partido Social Democrata       | 6 930  | 31,93 / 100,00  | 3,20 |
|                         | Bloco de Esquerda              | 2 680  | 12,35 / 100,00  | 3,06 |
|                         | CDS – Partido Popular          | 2 084  | 9,60 / 100,00   | 2,30 |
|                         | Coligação Democrática Unitária | 1 362  | 6,28 / 100,00   | 0,56 |
|                         | Outros                         | 419    | 1,93 / 100,00   |      |
| Votos Inválidos         | Votos Inválidos                | 518    | 2,39 / 100,00   | 0,68 |
| Total                   | Total                          | 21 703 | 100,00 / 100,00 |      |
| Eleitorado/Participação | Eleitorado/Participação        | 33 338 | 65,10 / 100,00  | 5,11 |

#### Olival
| Partido                 | Partido                        | Votos | %               | +/-  |
| ----------------------- | ------------------------------ | ----- | --------------- | ---- |
|                         | Partido Socialista             | 1 642 | 43,67 / 100,00  | 5,53 |
|                         | Partido Social Democrata       | 1 000 | 26,60 / 100,00  | 0,54 |
|                         | CDS – Partido Popular          | 470   | 12,50 / 100,00  | 2,80 |
|                         | Bloco de Esquerda              | 302   | 8,03 / 100,00   | 2,96 |
|                         | Coligação Democrática Unitária | 160   | 4,26 / 100,00   | 0,34 |
|                         | Outros                         | 78    | 2,08 / 100,00   |      |
| Votos Inválidos         | Votos Inválidos                | 108   | 2,87 / 100,00   | 0,37 |
| Total                   | Total                          | 3 760 | 100,00 / 100,00 |      |
| Eleitorado/Participação | Eleitorado/Participação        | 5 356 | 70,20 / 100,00  | 3,32 |

#### Oliveira do Douro
| Partido                 | Partido                        | Votos  | %               | +/-  |
| ----------------------- | ------------------------------ | ------ | --------------- | ---- |
|                         | Partido Socialista             | 5 724  | 43,87 / 100,00  | 9,68 |
|                         | Partido Social Democrata       | 2 979  | 22,83 / 100,00  | 2,67 |
|                         | Bloco de Esquerda              | 1 451  | 11,12 / 100,00  | 2,58 |
|                         | Coligação Democrática Unitária | 1 132  | 8,68 / 100,00   | 0,23 |
|                         | CDS – Partido Popular          | 1 099  | 8,42 / 100,00   | 4,03 |
|                         | PCTP/MRPP                      | 135    | 1,03 / 100,00   | 0,07 |
|                         | Outros                         | 201    | 1,54 / 100,00   |      |
| Votos Inválidos         | Votos Inválidos                | 326    | 2,50 / 100,00   | 0,33 |
| Total                   | Total                          | 13 047 | 100,00 / 100,00 |      |
| Eleitorado/Participação | Eleitorado/Participação        | 20 150 | 64,75 / 100,00  | 5,19 |

#### Pedroso
| Partido                 | Partido                        | Votos  | %               | +/-  |
| ----------------------- | ------------------------------ | ------ | --------------- | ---- |
|                         | Partido Socialista             | 4 509  | 44,40 / 100,00  | 8,30 |
|                         | Partido Social Democrata       | 2 717  | 26,76 / 100,00  | 1,22 |
|                         | Bloco de Esquerda              | 959    | 9,44 / 100,00   | 3,08 |
|                         | CDS – Partido Popular          | 868    | 8,55 / 100,00   | 2,92 |
|                         | Coligação Democrática Unitária | 511    | 5,03 / 100,00   | 0,49 |
|                         | Outros                         | 275    | 2,72 / 100,00   |      |
| Votos Inválidos         | Votos Inválidos                | 316    | 3,11 / 100,00   | 0,01 |
| Total                   | Total                          | 10 155 | 100,00 / 100,00 |      |
| Eleitorado/Participação | Eleitorado/Participação        | 15 532 | 65,38 / 100,00  | 5,86 |

#### Perosinho
| Partido                 | Partido                        | Votos | %               | +/-  |
| ----------------------- | ------------------------------ | ----- | --------------- | ---- |
|                         | Partido Socialista             | 1 326 | 39,95 / 100,00  | 7,98 |
|                         | Partido Social Democrata       | 1 078 | 32,48 / 100,00  | 2,47 |
|                         | CDS – Partido Popular          | 328   | 9,88 / 100,00   | 2,96 |
|                         | Bloco de Esquerda              | 265   | 7,98 / 100,00   | 2,30 |
|                         | Coligação Democrática Unitária | 149   | 4,49 / 100,00   | 0,67 |
|                         | Outros                         | 76    | 2,28 / 100,00   |      |
| Votos Inválidos         | Votos Inválidos                | 97    | 2,92 / 100,00   | 0,69 |
| Total                   | Total                          | 3 319 | 100,00 / 100,00 |      |
| Eleitorado/Participação | Eleitorado/Participação        | 5 008 | 66,27 / 100,00  | 7,77 |

#### Sandim
| Partido                 | Partido                        | Votos | %               | +/-  |
| ----------------------- | ------------------------------ | ----- | --------------- | ---- |
|                         | Partido Socialista             | 1 400 | 37,35 / 100,00  | 5,88 |
|                         | Partido Social Democrata       | 1 377 | 36,74 / 100,00  | 0,32 |
|                         | CDS – Partido Popular          | 428   | 11,42 / 100,00  | 3,39 |
|                         | Bloco de Esquerda              | 230   | 6,14 / 100,00   | 1,77 |
|                         | Coligação Democrática Unitária | 114   | 3,04 / 100,00   | 0,53 |
|                         | Outros                         | 91    | 2,43 / 100,00   |      |
| Votos Inválidos         | Votos Inválidos                | 108   | 2,88 / 100,00   | 0,26 |
| Total                   | Total                          | 3 748 | 100,00 / 100,00 |      |
| Eleitorado/Participação | Eleitorado/Participação        | 5 524 | 67,85 / 100,00  | 3,87 |

#### São Félix da Marinha
| Partido                 | Partido                        | Votos | %               | +/-  |
| ----------------------- | ------------------------------ | ----- | --------------- | ---- |
|                         | Partido Socialista             | 2 652 | 40,35 / 100,00  | 7,75 |
|                         | Partido Social Democrata       | 2 108 | 32,08 / 100,00  | 2,00 |
|                         | CDS – Partido Popular          | 579   | 8,81 / 100,00   | 2,98 |
|                         | Bloco de Esquerda              | 508   | 7,73 / 100,00   | 1,81 |
|                         | Coligação Democrática Unitária | 348   | 5,30 / 100,00   | 0,32 |
|                         | Outros                         | 197   | 3,00 / 100,00   |      |
| Votos Inválidos         | Votos Inválidos                | 180   | 2,74 / 100,00   | 0,29 |
| Total                   | Total                          | 6 572 | 100,00 / 100,00 |      |
| Eleitorado/Participação | Eleitorado/Participação        | 9 550 | 68,82 / 100,00  | 4,01 |

#### São Pedro da Afurada
| Partido                 | Partido                        | Votos | %               | +/-  |
| ----------------------- | ------------------------------ | ----- | --------------- | ---- |
|                         | Partido Socialista             | 930   | 53,63 / 100,00  | 5,65 |
|                         | Partido Social Democrata       | 389   | 22,43 / 100,00  | 4,44 |
|                         | Bloco de Esquerda              | 142   | 8,19 / 100,00   | 0,89 |
|                         | CDS – Partido Popular          | 110   | 6,34 / 100,00   | 0,51 |
|                         | Coligação Democrática Unitária | 79    | 4,56 / 100,00   | 1,61 |
|                         | Outros                         | 40    | 2,33 / 100,00   |      |
| Votos Inválidos         | Votos Inválidos                | 44    | 2,54 / 100,00   | 0,23 |
| Total                   | Total                          | 1 734 | 100,00 / 100,00 |      |
| Eleitorado/Participação | Eleitorado/Participação        | 2 748 | 63,10 / 100,00  | 4,95 |

#### Seixezelo
| Partido                 | Partido                        | Votos | %               | +/-  |
| ----------------------- | ------------------------------ | ----- | --------------- | ---- |
|                         | Partido Socialista             | 464   | 39,76 / 100,00  | 7,06 |
|                         | Partido Social Democrata       | 413   | 35,39 / 100,00  | 1,45 |
|                         | Bloco de Esquerda              | 107   | 9,17 / 100,00   | 4,47 |
|                         | CDS – Partido Popular          | 88    | 7,54 / 100,00   | 2,14 |
|                         | Coligação Democrática Unitária | 52    | 4,46 / 100,00   | 0,28 |
|                         | Outros                         | 20    | 1,72 / 100,00   |      |
| Votos Inválidos         | Votos Inválidos                | 23    | 1,97 / 100,00   | 0,90 |
| Total                   | Total                          | 1 167 | 100,00 / 100,00 |      |
| Eleitorado/Participação | Eleitorado/Participação        | 1 577 | 74,00 / 100,00  | 4,22 |

#### Sermonde
| Partido                 | Partido                        | Votos | %               | +/-  |
| ----------------------- | ------------------------------ | ----- | --------------- | ---- |
|                         | Partido Socialista             | 313   | 39,57 / 100,00  | 5,62 |
|                         | Partido Social Democrata       | 283   | 35,78 / 100,00  | 4,32 |
|                         | CDS – Partido Popular          | 62    | 7,84 / 100,00   | 0,15 |
|                         | Bloco de Esquerda              | 61    | 7,71 / 100,00   | 1,25 |
|                         | Coligação Democrática Unitária | 31    | 3,92 / 100,00   | 0,06 |
|                         | PCTP/MRPP                      | 8     | 1,01 / 100,00   | 0,46 |
|                         | Outros                         | 7     | 0,90 / 100,00   |      |
| Votos Inválidos         | Votos Inválidos                | 26    | 3,28 / 100,00   | 0,12 |
| Total                   | Total                          | 791   | 100,00 / 100,00 |      |
| Eleitorado/Participação | Eleitorado/Participação        | 1 093 | 72,37 / 100,00  | 4,34 |

#### Serzedo
| Partido                 | Partido                        | Votos | %               | +/-  |
| ----------------------- | ------------------------------ | ----- | --------------- | ---- |
|                         | Partido Socialista             | 1 678 | 41,51 / 100,00  | 8,33 |
|                         | Partido Social Democrata       | 1 264 | 31,27 / 100,00  | 3,30 |
|                         | CDS – Partido Popular          | 330   | 8,16 / 100,00   | 2,82 |
|                         | Bloco de Esquerda              | 303   | 7,50 / 100,00   | 1,61 |
|                         | Coligação Democrática Unitária | 255   | 6,31 / 100,00   | 0,65 |
|                         | Outros                         | 86    | 2,12 / 100,00   |      |
| Votos Inválidos         | Votos Inválidos                | 126   | 3,11 / 100,00   | 0,01 |
| Total                   | Total                          | 4 042 | 100,00 / 100,00 |      |
| Eleitorado/Participação | Eleitorado/Participação        | 6 297 | 64,19 / 100,00  | 6,62 |

#### Valadares
| Partido                 | Partido                        | Votos | %               | +/-  |
| ----------------------- | ------------------------------ | ----- | --------------- | ---- |
|                         | Partido Socialista             | 2 538 | 42,81 / 100,00  | 7,55 |
|                         | Partido Social Democrata       | 1 428 | 24,09 / 100,00  | 2,85 |
|                         | Bloco de Esquerda              | 622   | 10,49 / 100,00  | 1,30 |
|                         | Coligação Democrática Unitária | 510   | 8,60 / 100,00   | 0,42 |
|                         | CDS – Partido Popular          | 501   | 8,45 / 100,00   | 2,87 |
|                         | Outros                         | 169   | 2,87 / 100,00   |      |
| Votos Inválidos         | Votos Inválidos                | 160   | 2,70 / 100,00   | 0,54 |
| Total                   | Total                          | 5 928 | 100,00 / 100,00 |      |
| Eleitorado/Participação | Eleitorado/Participação        | 9 113 | 65,05 / 100,00  | 4,84 |

#### Vila Nova de Gaia (Santa Marinha)
| Partido                 | Partido                        | Votos  | %               | +/-   |
| ----------------------- | ------------------------------ | ------ | --------------- | ----- |
|                         | Partido Socialista             | 6 376  | 40,39 / 100,00  | 10,15 |
|                         | Partido Social Democrata       | 4 029  | 25,52 / 100,00  | 2,96  |
|                         | Bloco de Esquerda              | 1 899  | 12,03 / 100,00  | 2,78  |
|                         | CDS – Partido Popular          | 1 340  | 8,49 / 100,00   | 3,11  |
|                         | Coligação Democrática Unitária | 1 286  | 8,15 / 100,00   | 0,11  |
|                         | Outros                         | 418    | 2,65 / 100,00   |       |
| Votos Inválidos         | Votos Inválidos                | 438    | 2,77 / 100,00   | 0,03  |
| Total                   | Total                          | 15 786 | 100,00 / 100,00 |       |
| Eleitorado/Participação | Eleitorado/Participação        | 25 496 | 61,92 / 100,00  | 4,58  |

#### Vilar de Andorinho
| Partido                 | Partido                        | Votos  | %               | +/-  |
| ----------------------- | ------------------------------ | ------ | --------------- | ---- |
|                         | Partido Socialista             | 3 629  | 42,96 / 100,00  | 9,50 |
|                         | Partido Social Democrata       | 1 808  | 21,40 / 100,00  | 1,24 |
|                         | Bloco de Esquerda              | 1 150  | 13,61 / 100,00  | 3,76 |
|                         | Coligação Democrática Unitária | 695    | 8,23 / 100,00   | 0,39 |
|                         | CDS – Partido Popular          | 667    | 7,90 / 100,00   | 3,44 |
|                         | PCTP/MRPP                      | 95     | 1,12 / 100,00   | 0,09 |
|                         | Outros                         | 151    | 1,77 / 100,00   |      |
| Votos Inválidos         | Votos Inválidos                | 252    | 2,98 / 100,00   | 0,02 |
| Total                   | Total                          | 8 447  | 100,00 / 100,00 |      |
| Eleitorado/Participação | Eleitorado/Participação        | 13 824 | 61,10 / 100,00  | 6,56 |

#### Vilar do Paraíso
| Partido                 | Partido                        | Votos  | %               | +/-   |
| ----------------------- | ------------------------------ | ------ | --------------- | ----- |
|                         | Partido Socialista             | 2 924  | 40,35 / 100,00  | 10,10 |
|                         | Partido Social Democrata       | 1 914  | 26,41 / 100,00  | 3,76  |
|                         | Bloco de Esquerda              | 878    | 12,12 / 100,00  | 3,02  |
|                         | CDS – Partido Popular          | 646    | 8,92 / 100,00   | 2,77  |
|                         | Coligação Democrática Unitária | 494    | 6,82 / 100,00   | 0,41  |
|                         | PCTP/MRPP                      | 75     | 1,04 / 100,00   | 0,20  |
|                         | Outros                         | 118    | 1,64 / 100,00   |       |
| Votos Inválidos         | Votos Inválidos                | 197    | 2,72 / 100,00   | 0,31  |
| Total                   | Total                          | 7 246  | 100,00 / 100,00 |       |
| Eleitorado/Participação | Eleitorado/Participação        | 11 017 | 65,77 / 100,00  | 3,80  |